# Gschrappkogel
Der Gschrappkogel ist ein 3194 m ü. A. hoher Gipfel im Geigenkamm in den Ötztaler Alpen in Tirol. Bei Begehung des Mainzer Höhenwegs, eines hochalpinen Steigs von der Rüsselsheimer Hütte zur Braunschweiger Hütte, wird der Gschrappkogel überschritten.

## Lage und Umgebung
Der Gschrappkogel befindet sich im Hauptkamm des Geigenkamms ungefähr 650 Meter südlich des Wassertalkogels (3247 m). Die tiefste Scharte im Grat zum höheren Wassertalkogel liegt nur etwa 50 Meter tiefer als der Gipfel des Gschrappkogels, insofern ist der Gschrappkogel kein besonders eigenständiger Gipfel. Der recht deutlich ausgeprägte Hauptkamm läuft von Nord nach Süd von Wassertalkogel über den Gschrappkogel weiter zum Wurmsitzkogel (3080 m), der vom Geschrappkogel etwa 500 Meter entfernt ist. Nach Westen, zum Pitztal, zeigt der Berg eine Schotter- und Schrofenflanke. Nach Osten, zum Pollestal, zieht vom Gipfel des Gschrappkogels ein weiterer Grat nach Osten, der das Mittenkar im Norden vom Hintkar im Süden trennt. Gletscher gibt es keine im Bereich des Berges.

## Alpinismus
Der Mainzer Höhenweg, ein hochalpiner Steig im Geigenkamm von der Rüsselsheimer Hütte zur Braunschweiger Hütte, führt über den Gipfel des Gschrappkogels. Vom Wassertalkogel im Norden über den Gschrappkogel weiter zum Wurmsitzkogel im Süden führt der Mainzer Höhenweg nahezu ständig auf oder nahe der Gratkante des Hauptkamms des Geigenkamms.
Am leichtesten zu erreichen ist der Gschrappkogel über den südlichen Abschnitt des Mainzer Höhenweges. Den eigentlichen Beginn dieses Steigs erreicht man von der Braunschweiger Hütte am nördlichen Pollesjoch. Dieses kann man von der Hütte über das Pitztaler Jöchl erreichen, oder – zur Meidung der Steinschlaggefahr im Bereich des Joches – über den Franz Auer Steig durch das als Silbergrube bezeichnete Kar. Alternativ kann das nördliche Pollesjoch auch aus dem Ötztal vom obersten Parkplatz im Rettenbachtal erreicht werden.